# Denílson Custódio Machado
Denílson Custódio Machado   (Campos dos Goytacazes, 28 de març de 1943 - Rio de Janeiro, 1 d'octubre de 2024) va ser un futbolista brasiler. Va formar part de l'equip brasiler a la Copa del Món de 1966.

## Palmarès
Fluminense
- Campionat brasiler de futbol: 1970
- Campeonato Carioca: 1964, 1969, 1971, 1973